# Suspension of disbelief
Suspension of disbelief, ook wel het opschorten van ongeloof, of uitstel van ongeloof genoemd, is een literaire term die slaat op de bereidheid van een lezer of toeschouwer om bij een fictief verhaal zijn scepticisme tijdelijk opzij te zetten. Gebeurtenissen die in werkelijkheid niet mogelijk zijn worden geaccepteerd  als “wel mogelijk” binnen het fictieve universum waarin het verhaal zich afspeelt. De lezer/kijker zal er dan niet te diep over nadenken en zich niet af laten leiden van het verhaal door de gedachte dat wat hij ziet of leest nooit echt kan gebeuren of ingaat tegen geldende logica. De term is in die zin het sterkst van toepassing op genres als sciencefiction, fantasy, komedie en horror, maar kan in feite slaan op elk soort verhaal dat er niet naar streeft om realistisch te willen zijn.
Er bestaat geen officiële Nederlandse term voor, maar het laat zich min of meer vertalen als ‘het willen geloven in’, en ‘het toelaten van’ de verbeelding. Bij fictieve werken is suspension of disbelief een cruciaal element om zich echt in een fictief verhaal in te kunnen leven en ervan te kunnen genieten, daar men bereid moet zijn om de gebeurtenissen in een verhaal te aanvaarden als “echt”. Ook moet, bij visuele media zoals films, de kijker soms bereid zijn even te vergeten dat alles in werkelijkheid maar in een studio gefilmd is met decors en rekwisieten om optimaal mee te kunnen gaan in het verhaal, ook al is dit soms duidelijk te zien. De term werd bedacht door Samuel Taylor Coleridge en verkreeg bekendheid met de opkomst van de filmindustrie begin 20e eeuw.